# Battaglia di Elli
La battaglia di Elli fu una battaglia navale della prima guerra balcanica combattuta nel Mar Mediterraneo al largo di Elli il 16 dicembre 1912 tra unità della Regia Marina Ellenica contro unità della Marina ottomana (Osmanlı Donanması).

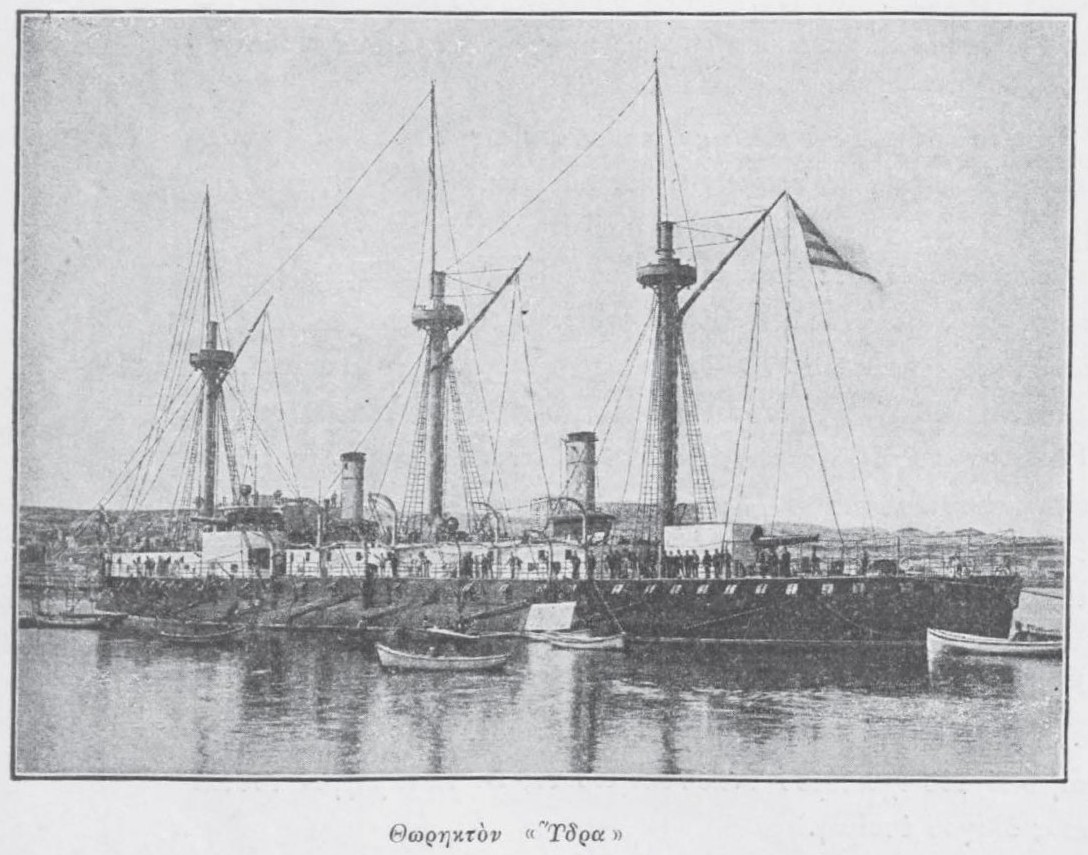
La Hydra nel 1896

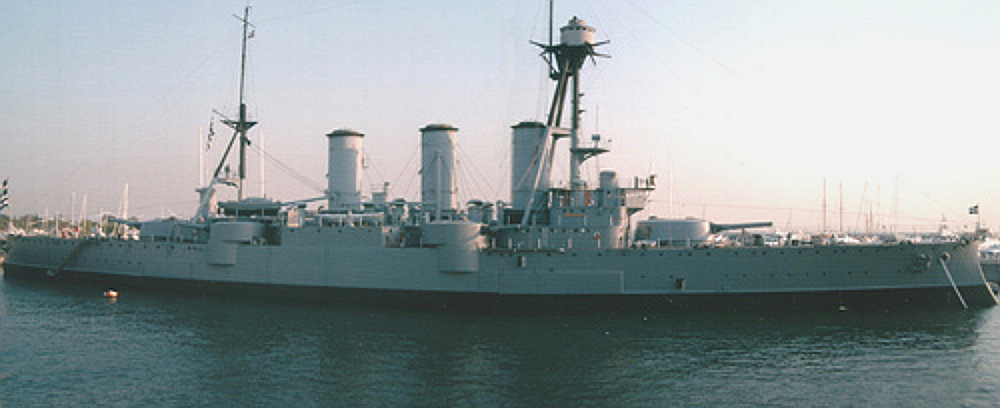
La Averof, ormeggiata al Faliro di Atene

## Storia
Fin dalle prime fasi della guerra, la flotta greca aveva imposto un blocco navale allo stretto dei Dardanelli, onde impedire alle navi da guerra ottomane di interferire con le operazioni portate avanti dai greci nel Mar Egeo. La disparità di forze era tutta a favore dei greci, che potevano contare sul nuovo incrociatore corazzato Georgios Averof, incrociatore corazzato della classe Pisa e nave ammiraglia greca, sul quale il contrammiraglio Pavlos Kountouriotis aveva issato la sua insegna di comando, e su tre vecchie corazzate della classe Hydra da 4 000 tonnellate di dislocamento; queste erano navi antiquate con una corazzatura dell'opera morta di soli 3" ed una batteria centrale che ospitava due dei suoi tre cannoni da 10,8" e 5 cannoni da 6", molto vulnerabile agli incendi, in grado di fare solo 12 nodi di velocità massima, costruite dal 1889 al 1892 in Francia. Per contro i turchi potevano contare principalmente su due vecchie corazzate da 10000 t. di dislocamento della classe Brandenburg armate con quattro cannoni da 280 mm in torri binate, costruite in Germania e con un passato servizio nella Kaiserliche Marine, ma irrimediabilmente antiquate all'epoca. Le due navi, già Kurfürst Friedrich Wilhelm e Weissenburg, ora avevano i nomi di due famosi ammiragli turchi del passato, Hayreddin Barbarossa e Turgut Reis, ossia Dragut (che aveva diretto l'assedio di Malta del 1565).
Il 16 dicembre 1912, la flotta ottomana uscì dai Dardanelli nel tentativo di forzare il blocco nemico, scontrandosi con una squadra navale greca comandata dal contrammiraglio Kountouriotis che attaccò e mise in fuga la flotta ottomana; in particolare la Georgios Averof attaccò da sola lasciando indietro le tre vecchie corazzate Hydra, Spetsai e Psara dopo aver segnalato l'ordine di azione indipendente, attaccando prima l'ammiraglia turca Barbaros Hayreddin e poi la sua gemella Turgut Reis ed obbligando i turchi a ritirarsi, visto anche il sopraggiungere del resto della flotta greca. Le sue torri principali montavano cannoni da 234 mm (9,2") che danneggiarono pesantemente l'ammiraglia turca e colpirono anche l'altra corazzata presente. Nel mentre le tre Hydra raggiungevano la scena della battaglia ma la ritirata turca non permetteva loro di mettere a segno alcun colpo. In seguito tre dei quattro cacciatorpediniere greci inseguirono la flotta turca in disordinata ritirata, ma senza esito. Da quel momento la squadra greca prese come base il porto di Mudros nell'isola di Lemnos.
Un effetto della battaglia, alla quale seguì un mese dopo la battaglia di Lemno, fu quello di far ritirare la flotta turca all'interno dei Dardanelli, sotto la protezione dei forti, ma impossibilitata a scortare convogli di truppe di rinforzo alle armate che combattevano in Europa, contribuendo così alla sconfitta terrestre dell'Impero Ottomano.

## Ordine di battaglia
| Regia Marina Ellenica | Regia Marina Ellenica | Marina Ottomana | Marina Ottomana |
| --------------------- | --- | --------------- | --- |
|                       | Squadra greca contrammiraglio Pavlos Kountouriotis - 1 incrociatore corazzato: Georgios Averof (ammiraglia) - 3 corazzate costiere: Hydra, Spetsai e Psara - 4 cacciatorpediniere: Aetos, Ierax, Panthir e Leon |                 | Squadra ottomana capitano di vascello Ramiz Bey - 3 corazzate: Barbaros Hayreddin (danneggiata), Turgut Reis, Mesudiye - 1 corvetta corazzata: Âsâr-ı Tevfik - 1 incrociatore protetto: Mecidiye - 4 cacciatorpediniere: Muavenet-i Milliye, Yadigâr-i Millet, Taşoz e Basra |

## Ricordo
In seguito due navi greche sono state chiamate Elli in ricordo della battaglia: un incrociatore posamine affondato dagli italiani alla vigilia della campagna di Grecia e un incrociatore ceduto dall'Italia alla fine della seconda guerra mondiale, l'Eugenio di Savoia. Oggi vi è una nave traghetto, della compagnia greca Endeavor Lines, col nome Elli T (Greco: Ελλη Τ).